# Liste der Bodendenkmäler in Rheinberg
Die Liste der Bodendenkmäler in Rheinberg enthält die denkmalgeschützten unterirdischen baulichen Anlagen, Reste oberirdischer baulicher Anlagen, Zeugnisse tierischen und pflanzlichen Lebens und paläontologischen Reste auf dem Gebiet der Stadt Rheinberg im Kreis Wesel in Nordrhein-Westfalen (Stand: Oktober 2020). Diese Bodendenkmäler sind in Teil B der Denkmalliste der Stadt Rheinberg eingetragen; Grundlage für die Aufnahme ist das Denkmalschutzgesetz Nordrhein-Westfalen (DSchG NRW).
| Bild           | Bezeichnung                                  | Lage                            | Beschreibung | Bauzeit | Eingetragen seit                   | Denkmal- nummer |
| -------------- | -------------------------------------------- | ------------------------------- | ------------ | ------- | ---------------------------------- | --------------- |
| weitere Bilder | Schleusenkammer der Fossa Eugeniana          | Rheinberg Am Kanal, Rheinstraße |              |         | 08.12.1983 (RP) 14.12.1983 (Stadt) | 1               |
|                | Verlauf der Fossa Eugeniana bis zur Schleuse | Rheinberg                       |              |         | 14.11.1984                         | 2               |
|                | Alte Spanische Schanze (Viereckschanze)      | Budberg                         |              |         | 19.12.1984                         | 3               |
|                | Grabenrechteck                               | Rheinberg Winterswick           |              |         | 19.12.1984                         | 4               |
|                | Stadtbefestigung von Rheinberg               | Rheinberg                       |              |         | 20.12.1984                         | 5               |
|                | Alte Spanische Schanze (Viereckschanze)      | Rheinberg/Orsoy-Land            |              |         | 01.07.1985                         | 6               |
|                | Hügel Loisberg                               | Rheinberg Millingen             |              |         | 01.07.1985                         | 7               |
|                | Mittelalterlicher Hohlweg                    | Borth Ossenberg                 |              |         | 27.06.1985                         | 8               |
|                | Deich                                        | Orsoy                           |              |         | 16.06.1987                         | 9               |
|                | Pumpenbrunnen                                | Orsoy Kuhstraße                 |              |         | 30.10.1990                         | 10              |
|                | Südwestliche Stadtumwehrung von Orsoy        | Orsoy                           |              |         | 14.04.1992                         | 11              |
| weitere Bilder | Wasserburg „Haus Wolfskuhlen“                | Budberg Karte                   |              |         | 07.06.1994                         | 12              |
|                | Neuzeitliche Stadtbefestigung von Orsoy      | Orsoy                           |              |         | 25.01.1995                         | 13              |
|                | Mittelalterliche Stadtbefestigung von Orsoy  | Orsoy                           |              |         | 25.01.1995                         | 14              |
|                | „Im Scheffel“                                | Rheinberg Holzmarkt 6           |              |         | 15.10.1998                         | 15              |
|                | Ehemaliges Kriegsgefangenenlager Büderich    | Borth                           |              |         | 16.04.1999                         | 16              |